# Benjamin Barfoot
Benjamin Barfoot (* 1978 in Torbay, Devon) ist ein britischer Filmregisseur und Filmeditor. Internationale Bekanntheit erlangte er durch seinen Spielfilm Double Date.

## Leben und Karriere
Der 1978 geborene Benjamin Barfoot ist als Filmemacher Autodidakt. Schon früh kam er über seinen Familienkreis, sein Großvater Peter Draper (1925–2004) arbeitete unter anderem als Drehbuchautor für Michael Winners Kinoproduktion Was kommt danach…?, mit dem Genre Film in Berührung. Bereits als Jugendlicher fertigte Barfoot eigene 8-mm-Animationsfilme und Musikvideos, was eine gute Übung für seine späteren Tätigkeiten bei Fernsehsendern wie der BBC und bei MTV sein sollte, wo er als Redakteur, Kameramann und Komponist für visuelle Effekte arbeitete. Seit 2010 drehte er verschiedene Kurzfilme von denen Fuse ein Science-Fiction-Thriller auf dem Raindance Film Festival in London aufgeführt wurde.
2017 inszenierte er schließlich die Horrorkomödie Double Date nach einem Drehbuch des befreundeten Schauspielers Danny Morgan, der auch die Hauptrolle im Film übernahm. Zur weiteren Besetzung des Films gehörten Georgia Groome, Michael Socha und Kelly Wenham. Der Film feierte am 30. Juni 2017 beim Edinburgh International Film Festival seine Premiere. Double Date lief auf verschiedenen internationalen Festivals wie Tschechien, Irland oder auf dem Internationalen Filmfestival von Stockholm in Schweden. Beim Strasbourg European Fantastic Film Festival wurde die Produktion mit dem Octopus d'Or in der Kategorie Best International Feature Film ausgezeichnet.

## Filmografie (Auswahl)

### Filmregisseur
- 2010: Fuse (Kurzfilm)
- 2012: Drive Too (Kurzfilm)
- 2012: Who Is Albert Plum? (Kurzfilm)
- 2012: Where Did It All Go Ron? (Kurzfilm)
- 2016: Fist (Kurzfilm)
- 2017: Double Date
- 2018–2019: Panorama (TV-Dokumentarserie, 2 Episoden)

### Filmeditor
- 2012: Drive Too (Kurzfilm)
- 2012: Who Is Albert Plum? (Kurzfilm)
- 2012: Where Did It All Go Ron? (Kurzfilm)
- 2016: Fist (Kurzfilm)
- 2017: Double Date
- 2018: The Forgotten Heroes of Empire (Kurzdokumentarfilm)
- 2018: Ben Zand: Cults, Gangs and God: Miscarriage to Murder (Fernsehdokumentarfilm)
- 2019: Panorama (TV-Dokumentarserie, 1 Episode)

## Auszeichnungen
- 2017: Auszeichnung beim Strasbourg European Fantastic Film Festival mit dem Octopus d'Or in der Kategorie Best International Feature Film für den Spielfilm Double Date